# Chutes Murchison
 (mai 2022).
Si vous disposez d'ouvrages ou d'articles de référence ou si vous connaissez des sites web de qualité traitant du thème abordé ici, merci de compléter l'article en donnant les références utiles à sa vérifiabilité et en les liant à la section « Notes et références ».
Les chutes Murchison ou chutes Kabarega sont une chute d'eau sur le Nil en Ouganda, entre le lac Kyoga et le lac Albert. Le fleuve, d'un débit de 300 m3/s en moyenne, force son chemin à travers un passage large de sept mètres avant de chuter de 43 mètres.

## Présentation
Samuel Baker nomma les chutes en hommage à Roderick Murchison, président de la Royal Geographical Society. Elles ont ensuite donné leur nom au parc national qui les entoure. Sous le régime d'Idi Amin Dada, elles furent rebaptisées chutes Kabarega, en hommage au roi bunyoro Kabarega, mais aucun décret ni loi ne fut promulgué. Le site reprit le nom de chutes Murchison après la chute d'Idi Amin.